# Alemannia Lendersdorf
Alemannia Lendersdorf (offiziell: Sportclub Alemannia 04 Lendersdorf e.V.) ist ein Sportverein aus dem Dürener Stadtteil Lendersdorf. Die erste Fußballmannschaft spielte drei Jahre in der höchsten mittelrheinischen Amateurliga.

## Geschichte
Der Verein wurde im Jahre 1904 als FC Alemannia Lendersdorf gegründet. Wann der Verein seinen heutigen Namen annahm, ist unbekannt. Im Jahre 1920 stieg die Mannschaft in die seinerzeit erstklassige Rheingauliga Süd auf, verpasste aber als Vorletzter die Qualifikation für die neu geschaffene eingleisige Rheingauliga. Von 1930 bis 1933 spielte die Alemannia nochmals in der zweithöchsten Spielklasse.
1947 gehörte die Alemannia zu den Gründungsmitgliedern der Landesliga, der seinerzeit höchsten Amateurliga am Mittelrhein. Am Saisonende stieg die Mannschaft als abgeschlagener Tabellenletzter ab. Zwei Jahre später gelang der Wiederaufstieg, bevor die Lendersdorfer 1952 erneut in die Bezirksklasse absteigen mussten. Es folgte der direkte Wiederaufstieg und die Vizemeisterschaft in der Aufstiegssaison 1953/54 hinter dem SV Baesweiler 09. An diesen Erfolg konnte die Alemania nicht anknüpfen und verpasste 1956 die Qualifikation für die neu geschaffene Verbandsliga Mittelrhein.
Stattdessen ging es für die Lendersdorfer 1958 wieder hinunter in die Bezirksklasse. Der direkte Wiederaufstieg wurde in Entscheidungsspielen gegen den Euskirchener SC verpasst. Erst 1961 gelang die Rückkehr in die Landesliga, die allerdings nur zwei Jahre gehalten werden konnte. Anschließend kam die Alemannia nicht mehr über lokale Spielklassen hinaus und rutschte bis in die Kreisliga B hinab. Seit dem Aufstieg im Jahre 2017 spielten die Lendersdorfer wieder in der Kreisliga A, bevor die Mannschaft 2024 in die Bezirksliga aufstieg.

## Persönlichkeiten
- Alexander Monath (* 1993), deutscher Fußballtorhüter